# Lunderskov
Lunderskov er en stationsby og et jernbaneknudepunkt mellem Vejen og Kolding i Sydjylland med 2.985 indbyggere  (2025). Byen hører til  Skanderup Sogn i Kolding Kommune, Region Syddanmark.
I den østlige udkant af byen findes Lunderskov Station.
Overfor stationen findes Hotel Lunderskov fra omkring 1905 på et sted hvor et endnu ældre hotel engang lå. Jernbanen kom til byen i 1866 og satte gang i områdets udvikling. Lunderskov har ingen kirke, men én kilometer i sydøstlig retning finder man Skanderup Kirke fra år 1150 og Skanderup Valgmenighedskirke fra 1922. Inde i byen holder amatørrevyen Knudeteatret Lunderskov til, som er et teater der med års mellemrum laver politiske revyer og andet underholdning.
Lunderskov har også en efterskole som specialiserer sig inden for performance og medie. Skolen hedder Lunderskov Efterskole og er en ombygget skole
Lunderskovs bedste fodboldhold spiller i Serie 3. Desuden har byen Sydjyllands største fodbold cup.
I et grønt område omkring Drabæks Mølleå, der løber midt gennem byen, findes den gamle kongelige vandmølle Drabæks Mølle.
Lidt sydvest for stationen findes Lunderskov Remise, der er base for foreningen Sydjyllands Veterantog (de).
Lunderskov ligger i Region Syddanmark med 8 kilometer til Vamdrup, 12 til Vejen, 13 til Kolding og 39 til byen Vejle.
- Lunderskov Station
- Lunderskov Remise
- Baneterrænet set fra "Ved Buen" syd for Lunderskov Station
- Hvidkilde på Storegade
- Hvidkildeparken

## Historie

### Landsbyen
Lunderskov var oprindeligt en landsby beliggende lige øst for Drabæk.
I 1682 bestod Lunderskov af 6 gårde, 2 huse med jord og 1 hus uden jord. Det samlede dyrkede areal udgjorde 310,8 tønder land skyldsat til 32,55 tænder hartkorn. Dyrkningsformen var græsmarksbrug med tægter.

### Stationsbyen
I 1879 beskrives forholdene således: "Lunderskov med Jernbanestation". Jernbanen blev bogstavelig talt anlagt tværs gennem det gamle landsbyområde.
Omkring århundredeskiftet omtales byen således: "Lunderskov, stor Stationsby — 1/2 1901: 77 Huse og 532 Indb. — med Friskole, Andelsmejeri, Savmølle, Teglværk m. m., Købmandshdlr., Gæstgiveri, Jærnbane-, Telegraf- og Telefonst. samt Postkontor".
Lunderskov stationsby havde 651 indbyggere i 1906, 842 i 1911 og 928 indbyggere i 1916. I 1911 var fordelingen efter næringsveje: 182 levede af landbrug, 287 af industri, 98 af handel og 154 af transport.
Omkring 1920 havde Lunderskov udviklet sig til en stationsby med jernbanestation, postkontor, telegraf- og telefonstation, hotel, gæstgiveri, handlende og håndværkere, mekanisk værksted, savværk, 2 andelsmejerier, dampteglværk og lignende.
I mellemkrigstiden var Lunderskovs befolkningsudvikling stagnerende: byen havde 850 indbyggere i 1921, 977 i 1925, 904 i 1930, 903 i 1935 og 902 indbyggere fordelt på 249 husstande i 1940. I 1930 var fordelingen efter næringsveje: 54 levede af landbrug, 307 af håndværk og industri, 102 af handel, 290 af transport, 16 af immateriel virksomhed, 74 af husgerning, 60 var ude af erhverv og 1 havde ikke angivet indkomstgrundlag. Lunderskovs stilling som jernbaneknudepunkt, hvor Lunderskov-Esbjerg-banen og Østjyske længdebane mødtes, afspejlede sig i det relativt store antal ansatte i transportsektoren.
Efter 2. verdenskrig fortsatte Lunderskov sin udvikling. Byen havde 1.069 indbyggere i 1945, 1.086 i 1950, 1.236 i 1955, 1.181 i 1960 og 1.305 indbyggere i 1965. Efter næringsveje var fordelingen i 1960: 43 levede af landbrug, 489 af industri, 154 af handel, 211 af transport, 74 af administration og liberale erhverv, 33 af andet, 111 var ude af erhverv og 6 havde ikke angivet indkomstgrundlag.
Lunderskovs udviklingsmuligheder var begrænsede i sydlig retning af vådområder, så da bebyggelsen begyndte at vokse, skete det i nordlig retning, i første omgang mellem jernbanen og Drabæk, senere også vest for Drabæk.